# المدرسة الباكستانية الدولية (جدة)
المدرسة الباكستانية الدولية هي مدرسة باكستانية دولية تقع في مدينة جدة، المملكة العربية السعودية. تأسست المدرسة في عام 1959. تدرس جميع الفئات العمرية من الإبتدائية إلى الثانوية. المدرسة معترف بها من قبل وزارة التعليم في المملكة العربية السعودية وهي عضو في المجلس الاتحادي المتوسط والتعليم الثانوي إسلام آباد (FBISE).

## الروابط الخارجية
1. ↑  "Pakistan International School in Jeddah helps to build a brighter future". Arab News. مؤرشف من الأصل في 2023-11-25. اطلع عليه بتاريخ 2023-11-25.

- Website: Official website
- Students Club: PISJ Entertainment
- FBISE: Federal Board of Intermediate and Secondary Education, Islamabad, Pakistan
- Panoramio Group: Pakistan International School Jeddah